# Intel Turbo Boost
Intel Turbo Boost è il nome commerciale di Intel per una caratteristica che aumenta automaticamente alcune delle frequenze operative dei suoi processori, e quindi delle prestazioni, quando sono in esecuzione compiti impegnativi. I processori con Turbo-Boost attivo sono i processori della serie Core i5, Core i7, Core i9 e Xeon prodotti dal 2008, in particolare quelli basati sulle microarchitetture Nehalem, Sandy Bridge e successive. La frequenza viene accelerata quando il sistema operativo richiede il più alto stato di prestazioni del processore. Gli stati di prestazione del processore sono definiti dalle specifiche Advanced Configuration and Power Interface (ACPI), uno standard aperto supportato da tutti i principali sistemi operativi; non sono necessari software o driver aggiuntivi per supportare la tecnologia. Il concetto di progettazione alla base di Turbo Boost viene comunemente definito "overclocking dinamico".
Quando il carico di lavoro sul processore richiede prestazioni più rapide, il clock del processore cercherà di aumentare la frequenza operativa con incrementi regolari come richiesto per soddisfare la domanda. L'aumento della frequenza di clock è limitato dai limiti di potenza, corrente e termici del processore, dal numero di core attualmente in uso e dalla frequenza massima dei core attivi. Gli aumenti di frequenza si verificano con incrementi di 133 MHz per i processori Nehalem e di 100 MHz per i processori Sandy Bridge, Ivy Bridge, Haswell e Skylake. Quando vengono superati i limiti elettrici o termici, la frequenza operativa diminuisce automaticamente in decrementi di 133 o 100 MHz fino a quando il processore torna ad operare entro i limiti di progetto. Turbo Boost 2.0 è stato introdotto nel 2011 con la microarchitettura Sandy Bridge, mentre Intel Turbo Boost Max 3.0 è stato introdotto nel 2016 con la microarchitettura Broadwell-E.

## Storia
In un white paper di Intel del novembre 2008 discute la tecnologia "Turbo Boost" come una nuova funzionalità incorporata nei processori basati su Nehalem rilasciati nello stesso mese.
Una funzione simile chiamata Intel Dynamic Acceleration (IDA) era disponibile su molte piattaforme Centrino basate su Core 2. Questa caratteristica non ha ricevuto il trattamento commerciale riservato a Turbo Boost. L'Intel Dynamic Acceleration cambia dinamicamente la frequenza dei core in funzione del numero di core attivi. Quando il sistema operativo da istruzioni a uno dei core attivi di entrare in stato di sospensione C3 utilizzando l'Advanced Configuration and Power Interface (ACPI), gli altri core attivi accelerano dinamicamente a una frequenza superiore.
Intel Turbo Boost Technology Monitor, come utility GUI, potrebbe essere utilizzato per monitorare Turbo Boost; questa utility ha raggiunto lo stato di fine vita non supportando più i processori Intel rilasciati dopo il secondo trimestre del 2013, e non è più disponibile.